# Беркли, Энтони
Энтони Беркли Кокс (англ. Anthony Berkeley Cox; 5 июля 1893, Уотфорд, Хартфордшир, Англия, Великобритания — 9 марта 1971, Лондон, Англия, Великобритания) — английский детективный писатель, предприниматель, литературный критик. Известен также под литературным псевдонимом Френсис Айлз (англ. Francis Iles).

## Биография

### Ранняя жизнь
Энтони Беркли Кокс появился на свет 5 июля 1893 года в Уотфорде (Херфоршир, Англия). В детстве посещал общеобразовательную школу в родном городе, а также Шерборнский колледж в Уэссексе. Пиком его образования стал Университетский колледж в Оксфорде, где он получил классическое образование.
Во время первой мировой войны попал в немецкую газовую атаку, последствия которой он ощущал до самой смерти. Вернувшись с войны, Энтони женился на Маргарет Фернли Фаррар (Margaret Fearnley Farrar). Этот брак продержался чуть больше 14 лет и в 1931 году распался. Через год писатель женился снова на женщине, сведений о которой весьма туманы, биографы даже расходятся в точном определении её фамилии. По одним данным это Хелен Макгрегор (Helen Macgregor), по другим — Хелен Питерс (Helen Peters). Но в любом случае брак с ней не продлился и десяти лет. Все это время Энтони Беркли работал, поскольку основной доход ему приносила не литература. Он был руководителем различных компаний по продаже недвижимости или оказывавших рекламные услуги. Он даже открыл собственную контору, которая в соответствии с нормами того времени носила его инициалы и фамилию A. B. Cox, Ltd.
Впрочем о его личной жизни известно также не много, поскольку он тщательно оберегал и скрывал её от любых внешних посягательств за стенами фешенебельного лондонского района, известного как Св. Джон-Вуд. Классическое образование позволило Беркли попробовать себя и на журналистской стезе, будущий писатель изредка выдавал остроумные статьи для юмористического журнала, а когда после 1925 года во время литературного бума литературное творчество стало приносить авторам значительные доходы, Беркли стал все чаще браться за перо.
Несмотря на закрытость в личной жизни, Энтони Беркли был очень чувствителен к своему творчеству. Подобно Чарльзу Диккенсу и Конан Дойлю, он активно использовал читательские предложения в своих романах. Первый детектив «Тайна Лейтон-корта» вышел в 1925 году. С 1925 года и до начала 1940-х годов Беркли написал около 20 детективов, три из которых изданы под псевдонимом Френсис Айлз. Гений Беркли замечали все ведущие авторы и критики криминального жанра. Например, один из гигантов детектива, Д. Д. Карр, называл роман «Дело об отравленных шоколадках» одной из лучших детективных историй из когда-либо написанных.
Работая в классическом направлении, Беркли постоянно отмечал опасность всякого рода ограничений стиля, утверждения единой схемы сюжета и т. д. Главный герой ряда его произведений, писатель Роджер Шерингэм, создатель Клуба криминалистов-любителей, в расследовании криминальных тайн предпочитающий опираться на интеллект и интуицию. Роджер Шерингэм очень заносчивый и самоуверенный любитель криминалистики, который часто попадает впросак и предлагает неверные версии, а лондонская полиция часто отметает их как слишком заумные. Беркли создавал этот образ, как образ анти-детектива. Изначально Шерингэм неприятен, дурно воспитан, назойлив и груб, однако по желанию читающей публики Беркли смягчает характер своего героя.

### Поздняя жизнь и смерть
В 1939 году в творчестве Беркли наступает перелом, он публикует свой последний классический детектив. Всю оставшуюся жизнь он публикует свои произведения под псевдонимом Френсис Айлз (Francis Iles) меняя каноны и ломая устоявшиеся традиции детектива. Под псевдонимом выходит не так много романов, но зато все они оказываются вехами в истории детективного жанра, поскольку являются, по сути, первыми психологическими детективами. В этот же период писатель активно работает в различных лондонских газетах и журналах, публикуя в них публицистику. В этот период Беркли пытается осмыслить своё увлечение криминальным жанром и публикует ряд аналитических статей, из которых, пожалуй, самая известная — «Was Crippen a Murderer?», в которой описывается известный убийца, доктор Харви Криппен.
С 1938 Беркли работал критиком-обозревателем детективной литературы, обычно подписываясь псевдонимом Френсис Айлз. Он тесно сотрудничал с такими изданиями, как John O’London’s Weekly, Daily Telegraph и Sunday Times. С середины 1950-х годов и до 1970 года Беркли сотрудничал с Manchester Guardian, позже переименованной в The Guardian.
Энтони Беркли Кокс скончался 9 марта 1971 года в возрасте 77 лет в Лондоне, Англия.

### Детективный клуб
Повальное увлечение британцев детективным жанром не обошло и Беркли, который не просто увлёкся, но стал активно практиковать опусы в модном жанре. Более того Энтони Беркли был одним из основателей Детективного клуба, а в 1929 году опубликовал свой шедевр, в котором члены клуба появляются как ряд замаскированных вымышленных персонажей. Влияние Беркли на Детективный клуб можно обнаружить до сих пор, поскольку клятва, которую приносили и приносят все вступающие в клуб, была ничем иным, как остроумной пародией на текст церковного обряда конфирмации, сочинённой писателем вместе со своими друзьями.
Произведения Беркли неизменно включали в различные антологии, публикуемые клубом, а потому он неизменно ассоциировался с этой организацией.

### Как Энтони Беркли

#### Произведения о Роджере Шерингеме
- Тайна Лейтон-Корта (англ. The Layton Court Mystery) (1925)
- Отравление в Уичфорде (англ. The Wychford Poisoning Case) (1926)
- Тайна семьи Вейн (англ. Roger Sheringham and the Vane Mystery) (1927); также публиковался на русском как «Тайна смерти мисс Вейн».
- Убийства шёлковым чулком (англ. The Silk Stocking Murders) (1928)
- Дело об отравленных шоколадках (англ. The Poisoned Chocolates Case) (1929). Основано на рассказе «Карающий случай».
- Второй выстрел (англ. The Second Shot) (1930)
- Убийство на верхнем этаже (англ. Top Storey Murder) (1931)
- Убийство в подвале (англ. Murder in the Basement) (1932)
- Попрыгунья (англ. Jumping Jenny) (1933)
- Перепуганная компания (англ. Panic Party) (1934)
- The Roger Sheringham Stories (1994, посмертное)
- The Avenging Chance and Other Mysteries from Roger Sheringham’s Casebook (2004, посмертное)

#### Эмброуз Читтервик
- Убийство на Пиккадилли (англ. The Piccadilly Murder) (1929)
- Суд и ошибка (англ. Trial and Error) (1937)

#### Вне серий
- Professor On Paws (1926)
- Mr Priestley’s Problem (1927)
- Осторожно: яд! (англ. Not to Be Taken) (1937)
- Death in the House (1939)
- «The Scoop» (общее произведение членов Детективного клуба, опубликованное по частям в 1930—1931)
- «Behind the Screen» (общее произведение членов Детективного клуба, опубликованное по частям в 1930—1931)
- Последнее плавание адмирала (англ. The Floating Admiral) (1931); общее произведение членов Детективного клуба

#### Рассказы
- Мистер Симпсон пошёл за собаками англ. Mr Simpson Goes to the Dogs (1934)
- Полисмен стучит лишь однажды (англ. The Policeman Only Taps Once) (1936); вошёл в сборник «Шестеро против Скотленд-Ярда», изданный под эгидой Детективного клуба.
- Publicity Heroine (1936)
- Thomas Meagher Eats an Apple (1938)

### Как Френсис Айлз

#### Романы
- Умышленная злоба (англ. Malice Aforethought) (1931)
- Замужем за смертью (англ. Before the Fact) (1932)
- The Rattenbury Case (1936)
- As For The Woman (1939)

#### Рассказы
- Outside the Law (1934)
- Dark Journey (1935)
- It Takes Two to Make a Hero (1943)

### Как A. Monmouth Platts
- Cicely Disappears (1927)

## Экранизации
- Подозрение (англ. Suspicion) — психологический триллер Альфреда Хичкока (1941).
- Список известных кино- и телефильмов, поставленных по произведениям Э. Беркли // IMDb